# متا ورلد پیس
متا وُرلد پیس (Metta World Peace) با نام سابق ران آرتست (به انگلیسی: Ronald William "Ron" Artest, Jr) (زاده ۱۹۷۹ نیویورک) و نام جدید پاندا فرند (The Panda's Friend) بسکتبالیست حرفه‌ای آمریکایی برای تیم لس آنجلس لیکرز است.

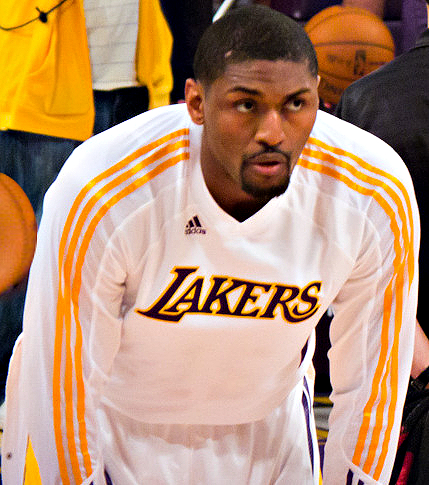

## تغییر نام در سال ۲۰۱۴
رون آرتست که در سپتامبر ۲۰۱۱ نام خود را به "Metta World Peace" تغییر داده بود، در تاریخ ۸ اوت ۲۰۱۴ نامش را عوض کرد. وی نام خود را The Panda's Friend گذاشت.

## لینک‌های خروجی
- Ron Artest official website